# Nvidia-GeForce-2-Serie

Logo der GeForce2-Ultra-Serie

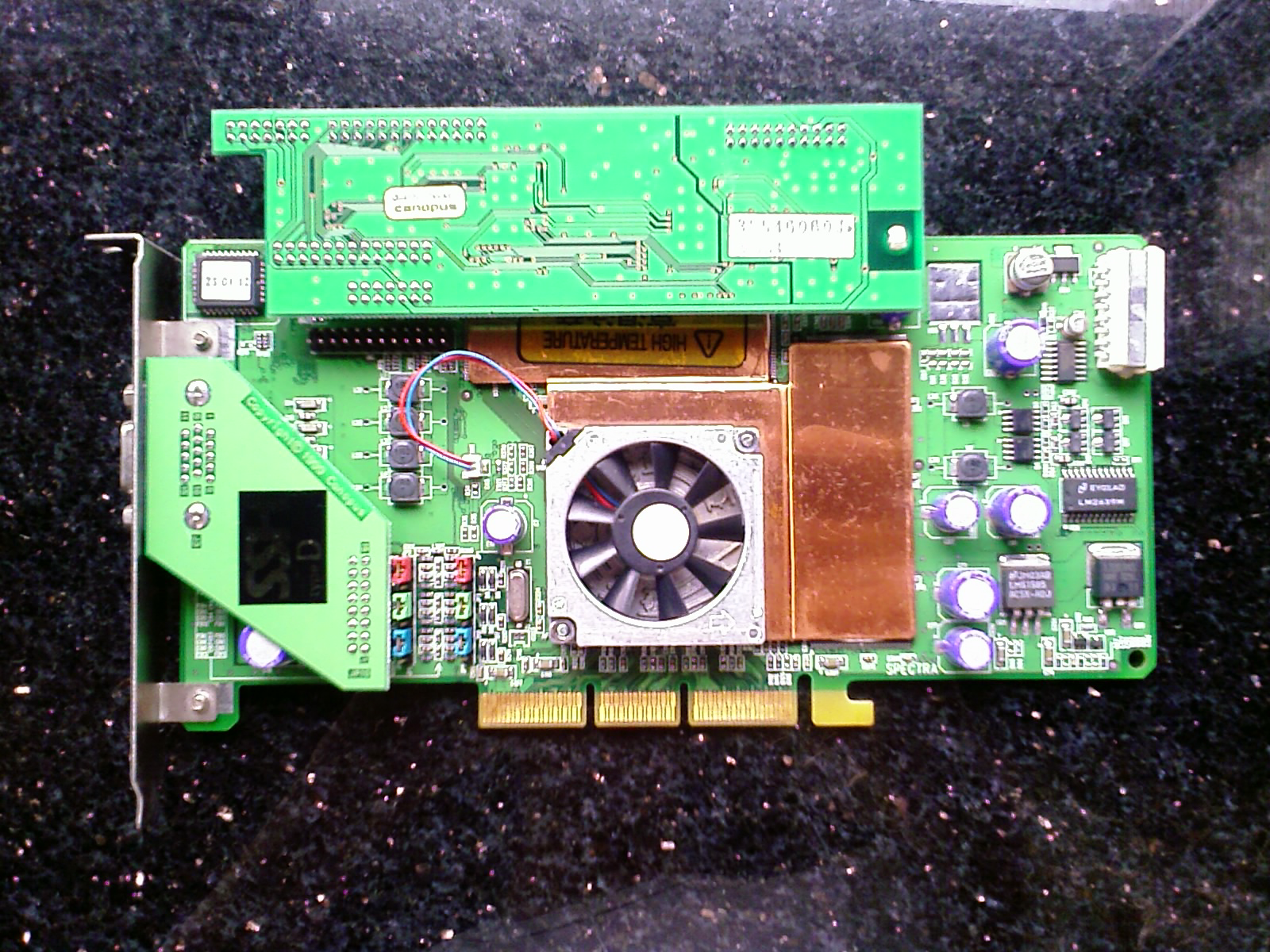
Canopus GeForce2 Ultra

Ansicht einer GeForce2-MX-400-Karte

Die GeForce-2-Serie ist eine Serie von Desktop- und mobilen Grafikchips des Unternehmens Nvidia und Nachfolger der GeForce-256-Serie. Sie wurden im Zeitraum von etwa 2000 bis 2001 auf Grafikkarten verwendet. Die GeForce-2-Serie wurde von der GeForce-3-Serie abgelöst.
Die GeForce2 GTS war die erste Grafikkarte für den Heimgebrauch, die eine Füllrate von mehr als einer Milliarde Texeln pro Sekunde (genauer: 1,6 Milliarden) bewältigte. Der Namenszusatz „GTS“ stand daher für „Giga-Texel-Shader“.

## Grafikprozessoren
Innerhalb der GeForce-2-Serie kommen zwei verschiedene Grafikprozessoren zum Einsatz, die sich hauptsächlich hinsichtlich ihrer 3D-Fähigkeiten und ihrer Renderpipeline-Konfiguration unterscheiden.
| Grafik- chip | Fertigung    | Fertigung      | Fertigung   | Renderpipelines | API-Support | API-Support | Bus- Schnitt- stelle |
| Grafik- chip | Pro- zess    | Transi- storen | Die- Fläche | Pipes × TMU     | DirectX     | OpenGL      | Bus- Schnitt- stelle |
| ------------ | ------------ | -------------- | ----------- | --------------- | ----------- | ----------- | -------------------- |
| NV11         | 180 nm       | 20 Mio.        | 65 mm²      | 2 × 4           | 7           | 1.2         | AGP 4x               |
| NV15         | 180 / 150 nm | 25 Mio.        | 90/81 mm²   | 4 × 8           | 7           | 1.2         | AGP 4x               |

## Modelldaten
| Modell          | Offizieller Launch | Grafikprozessor (GPU) | Grafikprozessor (GPU) | Grafikprozessor (GPU) | Grafikspeicher | Grafikspeicher | Grafikspeicher | Grafikspeicher      | Grafikspeicher    |
| Modell          | Offizieller Launch | Typ                   | Takt (MHz)            | Füllrate (MT/s)       | Größe (MB)     | Takt (MHz)     | Typ            | Speicher- interface | Bandbreite (GB/s) |
| --------------- | ------------------ | --------------------- | --------------------- | --------------------- | -------------- | -------------- | -------------- | ------------------- | ----------------- |
| GeForce2 MX 200 | 03. Mrz. 2001      | NV11                  | 175                   | 0700                  | 32 64          | 166            | SDR            | 64 Bit              | 1,3               |
| GeForce2 MX     | 28. Jun. 2000      | NV11                  | 175                   | 0700                  | 32 64          | 166            | SDR DDR        | 128 Bit             | 2,7               |
| GeForce2 MX 400 | 03. Mrz. 2001      | NV11                  | 200                   | 0800                  | 32 64          | 166            | SDR DDR        | 128 Bit             | 2,7               |
| GeForce2 GTS    | 26. Apr. 2000      | NV15                  | 200                   | 1600                  | 32 64          | 166            | DDR            | 128 Bit             | 5,3               |
| GeForce2 PRO    | 05. Dez. 2000      | NV15                  | 200                   | 1600                  | 64             | 200            | DDR            | 128 Bit             | 6,4               |
| GeForce2 Ti     | 01. Okt. 2001      | NV15                  | 250                   | 2000                  | 64             | 200            | DDR            | 128 Bit             | 6,4               |
| GeForce2 Ultra  | 14. Aug. 2000      | NV15                  | 250                   | 2000                  | 64             | 230            | DDR            | 128 Bit             | 7,4               |

## Modelldaten der GeForce2 Go
| Modell          | Offizieller Launch | Grafikprozessor (GPU) | Grafikprozessor (GPU) | Grafikprozessor (GPU) | Grafikspeicher | Grafikspeicher | Grafikspeicher | Grafikspeicher      | Grafikspeicher    |
| Modell          | Offizieller Launch | Typ                   | Takt (MHz)            | Füllrate (MT/s)       | Größe (MB)     | Takt (MHz)     | Typ            | Speicher- interface | Bandbreite (GB/s) |
| --------------- | ------------------ | --------------------- | --------------------- | --------------------- | -------------- | -------------- | -------------- | ------------------- | ----------------- |
| GeForce2 Go     | 011. Nov. 2000     | NV11 B2               | 143                   | 572                   | 64             | 166            | DDR            | 64 Bit              | 2,656             |
| GeForce2 Go 100 | 06. Feb. 2001      | NV11 B2               | 125                   | 500                   | 16             | 166            | DDR            | 32 Bit              | 1,328             |
| GeForce2 Go 200 | 06. Feb. 2001      | NV11 B2               | 143                   | 572                   | 32             | 166            | DDR            | 64 Bit              | 2,656             |

Hinweis:
- Die angegebenen Taktraten sind die von Nvidia empfohlenen bzw. festgelegten. Allerdings liegt die endgültige Festlegung der Taktraten in den Händen der jeweiligen Grafikkarten-Hersteller. Daher ist es durchaus möglich, dass es Grafikkarten-Modelle gibt oder geben wird, die abweichende Taktraten besitzen.